# رضا كريمي
رضا كريمي (23 أغسطس 1998 بأردبيل في إيران - ) هو لاعب كرة قدم إيراني في مركز الهجوم.

## روابط خارجية
- رضا كريمي على موقع قاعدة بيانات كرة القدم.إي يو (الإنجليزية)
- رضا كريمي على موقع Soccerway.com (الإنجليزية)